# 러요시 1세
러요시 1세(헝가리어: I. Lajos, 슬로바키아어: Ľudovít I. 루도비트 1세, 크로아티아어: Ludovik I. Anžuvinac 루도비크 1세 안주비나츠, 1326년 3월 5일 ~ 1382년 9월 10일) 또는 루드비크(폴란드어: Ludwik)는 헝가리와 크로아티아의 국왕(재위: 1342년 ~ 1382년)이자 폴란드의 국왕(재위: 1370년 ~ 1382년)이다. 카페 앙주가 출신이며 헝가리에서는 러요시 대왕(헝가리어: Nagy Lajos 너지 러요시[*], 슬로바키아어: Ľudovít Veľký 루도비트 벨키, 크로아티아어: Ludovik Veliki 루도비크 벨리키), 폴란드에서는 헝가리인 루드비크(폴란드어: Ludwik Węgierski 루드비크 벵기에르스키[*])라는 별칭으로 부르기도 한다.

## 생애
헝가리의 국왕인 카로이 1세(카로이 로베르트)와 그의 아내인 엘주비에타 워키에트쿠브나(Elżbieta Łokietkówna)의 셋째 아들로 태어났으며 1342년 카로이 1세의 뒤를 이어 헝가리의 국왕으로 즉위했다.
1345년 나폴리 왕국에서는 나폴리 왕국의 조반나 1세 여왕의 1번째 남편이자 러요시 1세의 동생인 안드레아 둔게리아(Andrea d'Ungheria)가 암살당하는 사건이 일어났다. 러요시 1세가 이끄는 헝가리 군대는 1347년부터 1352년까지 나폴리 원정에 나섰지만 큰 성과를 거두지 못했고 나중에 나폴리 왕국에서 철수하게 된다.
1351년에는 헝가리 의회를 통해 헝가리의 귀족에게 동등한 지위, 특권, 자유를 부여하는 내용을 담은 법률을 제정하는 한편 1222년 언드라시 2세 국왕이 제정한 금인칙서의 일부분을 수정하여 재산 상속에 관한 기반을 마련했다. 이 법률은 귀족들의 영지는 남자 후손에게만 세습될 수 있고 임의로 분할하거나 다른 사람에게 양도할 수 없다는 내용, 영지를 소유한 남자 후손의 계보가 끊기면 그 영지는 왕실에게 돌아간다는 내용, 농노는 전체 생산물 가운데 1/9을 영주에게 바친다는 내용을 담고 있다.
대외적으로는 나폴리 왕국, 베네치아 공화국, 리투아니아 대공국을 상대로 전투를 벌였으며 1358년에는 크로아티아, 달마티아에 대한 헝가리의 종주권을 확립했다. 또한 보스니아, 몰다비아, 왈라키아 전체 지역과 불가리아, 세르비아 일부 지역에 대한 헝가리의 종주권을 확립했다. 1366년에는 헝가리를 침공한 오스만 제국 군대를 물리쳤고 1367년에는 페치에 대학교를 설립했다.
1370년 자신의 외삼촌이었던 폴란드의 카지미에시 3세 국왕이 후사 없이 사망하면서 폴란드의 국왕으로 즉위했다. 1374년에는 헝가리 커서(Kassa, 현재의 슬로바키아 코시체)에서 폴란드의 귀족 계급이었던 슐라흐타와의 타협안인 코시체 특권을 제정하여 슐라흐타의 특권을 확대했다.

## 가족 관계
1342년에는 룩셈부르크가 출신인 보헤미아왕 얀의 손녀 마르게타(Markéta)와 결혼했지만 마르게타는 1349년에 자식 없이 사망하고 만다. 1353년에는 보스니아 반 스체판 2세(Stjepan II)의 딸인 엘리자베타(Elizabeta)와 결혼했으며 슬하에 3명의 딸(엉주 커털린(Anjou Katalin), 마리어(Maria), 야드비가(Jadwiga, 헤드비그(Hedvig))을 두었다. 헝가리와 크로아티아의 왕위는 마리어, 폴란드의 왕위는 야드비가가 승계받았다.

## 사진

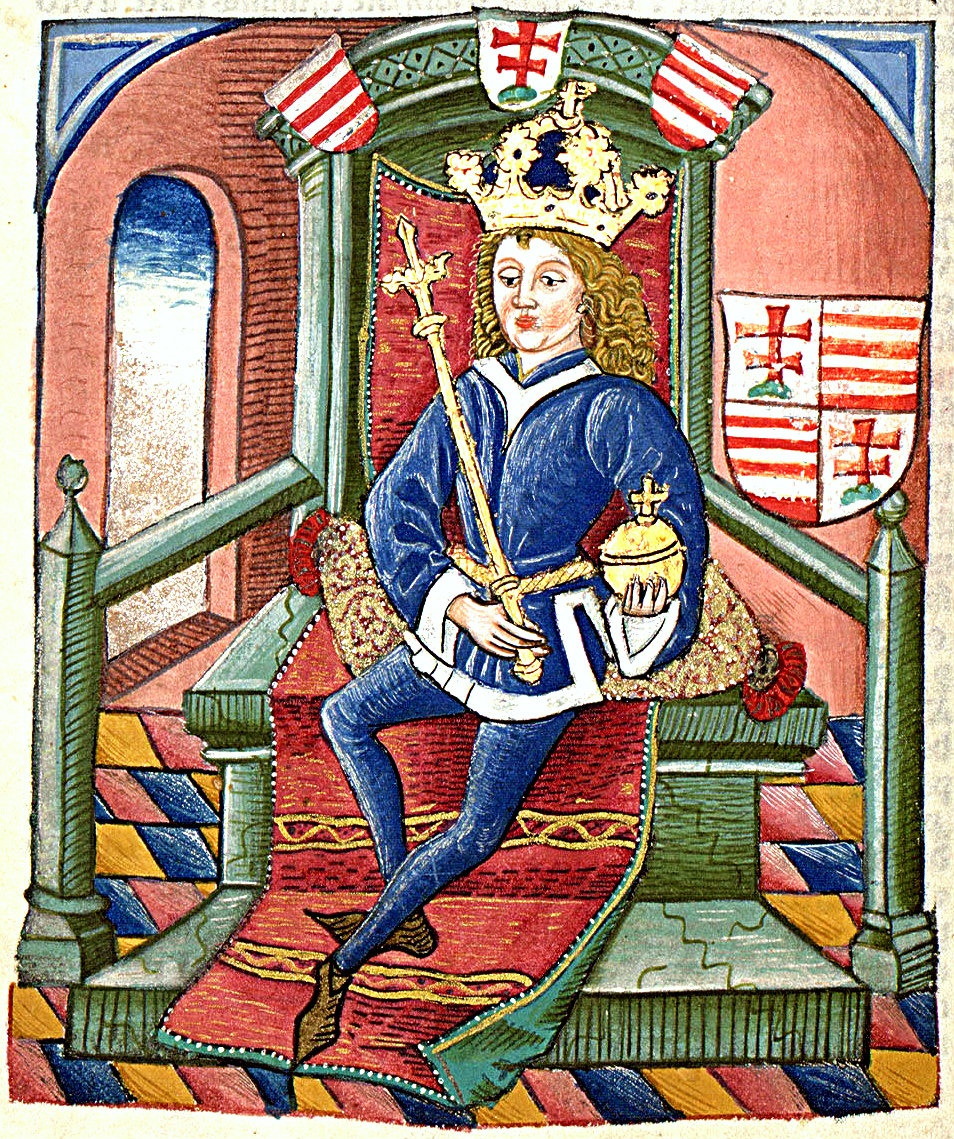
1488년에 출간된 《헝가리 연대기》에 수록된 러요시 1세의 초상화
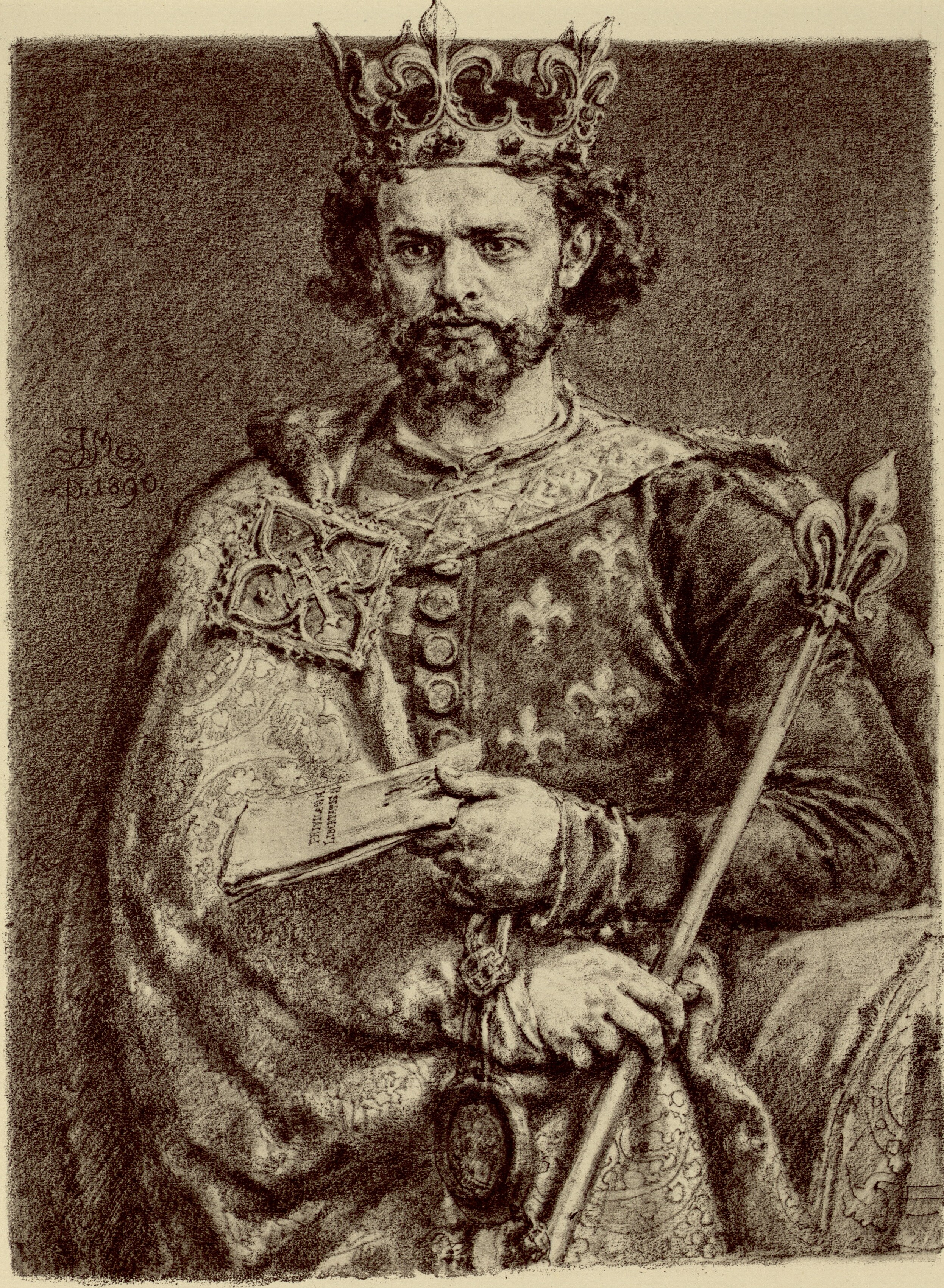
얀 마테이코가 그린 러요시 1세의 초상화
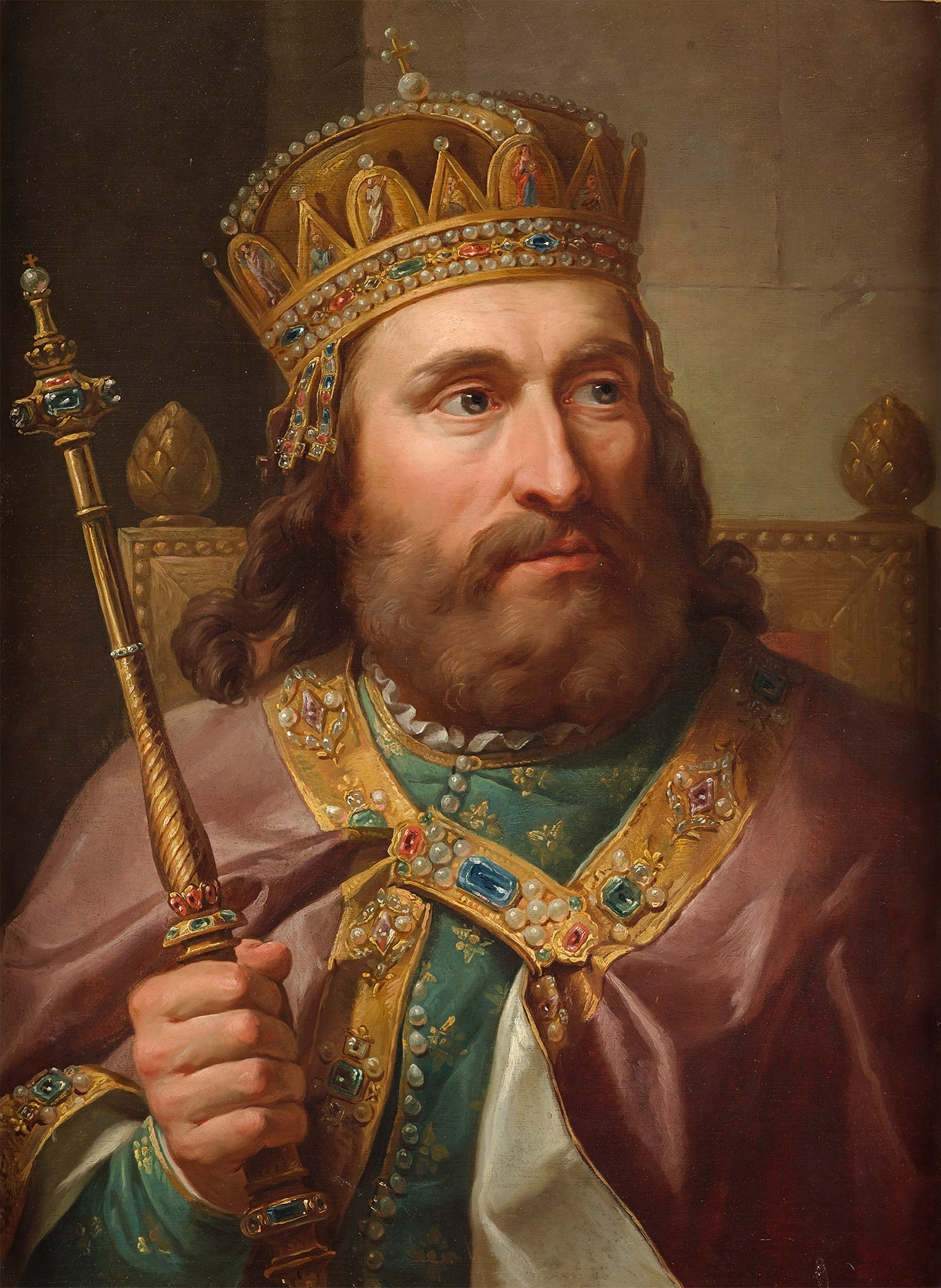
마르첼로 바차렐리가 그린 러요시 1세의 초상화
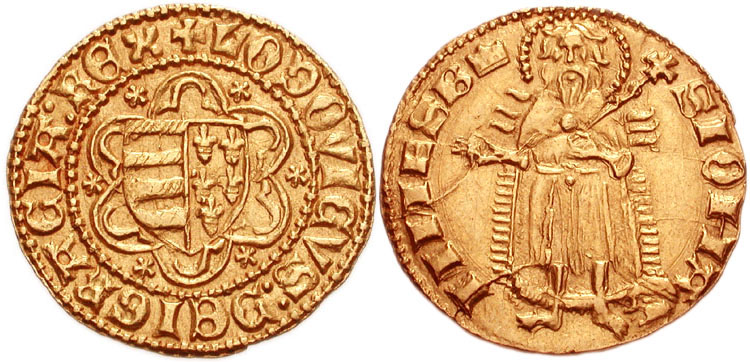
러요시 1세 시대에 통용된 포린트 금화
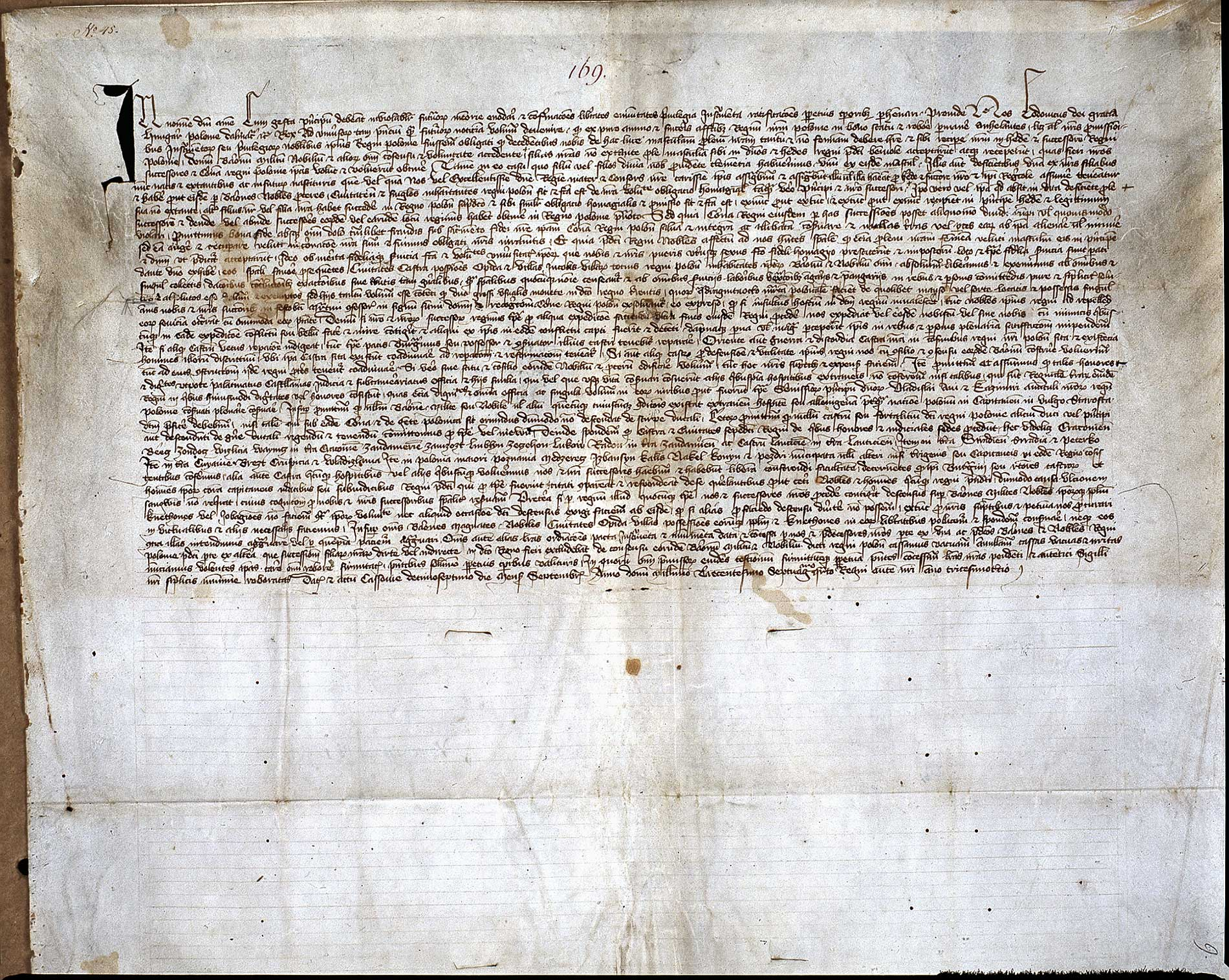
1374년에 제정된 코시체 특권 문서
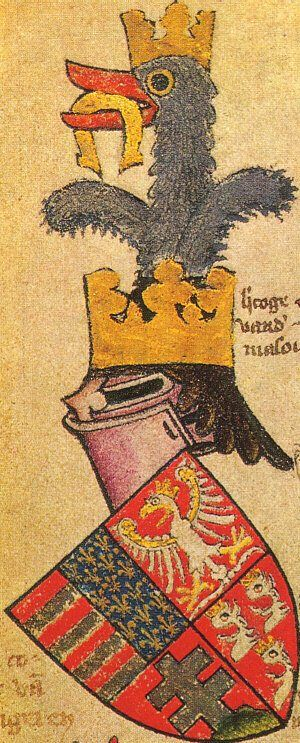
앙쥬 왕실의 국장을 돋보이게 하는 투구 장식.  말굽을 물고있는 타조는 주로 카로이 로베르트, 루드비크, 지기스문트와 관련이 있다.
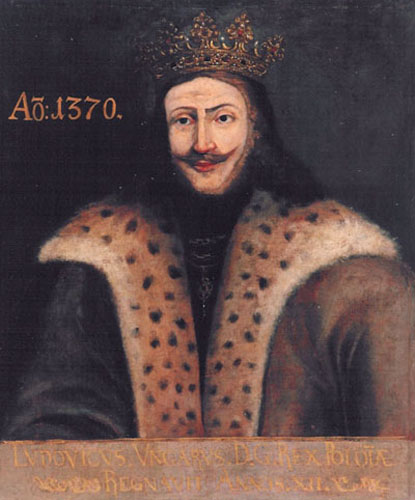
박물관에 있는 초상화
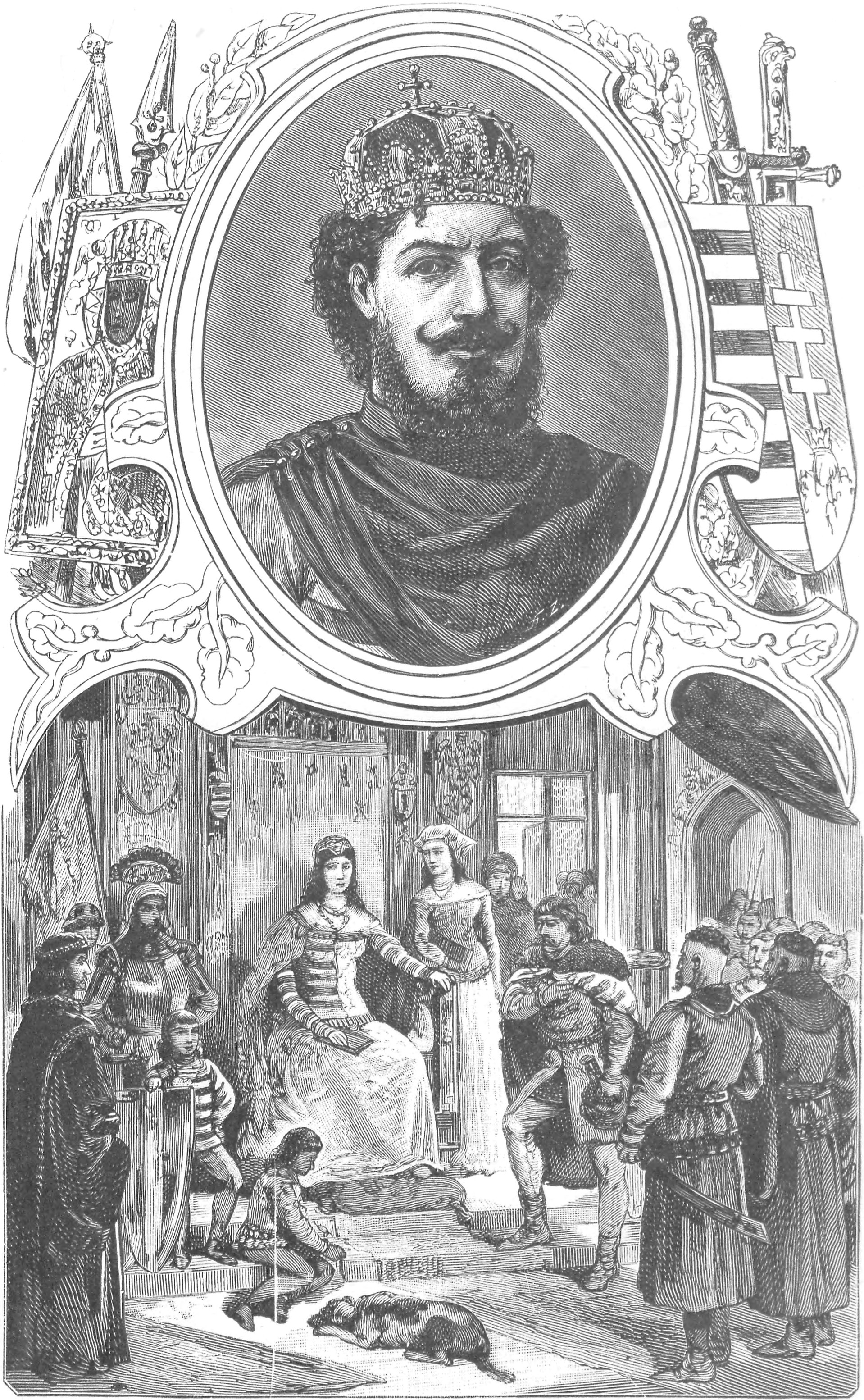
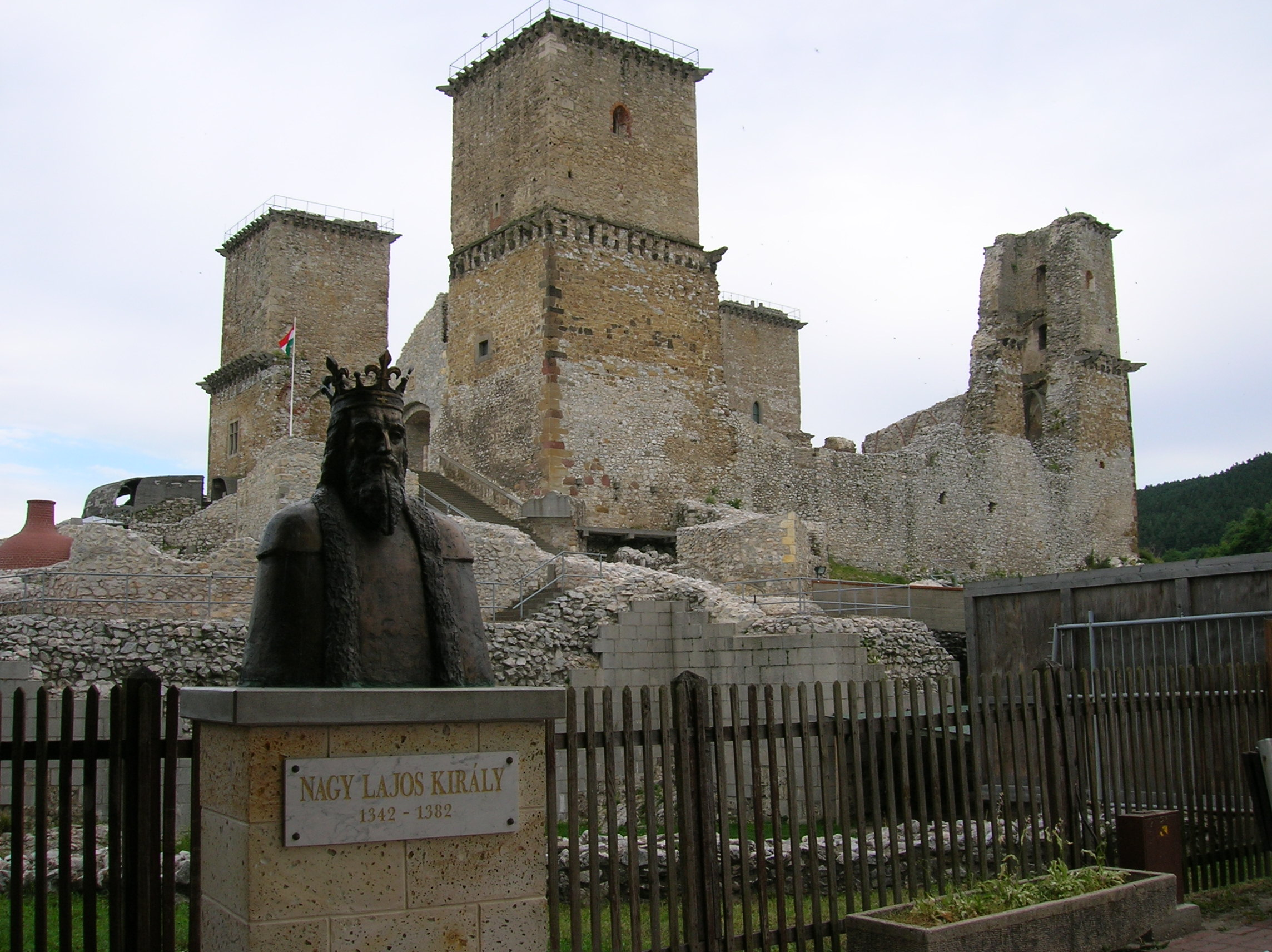
Diosgyor성과 러요시 1세
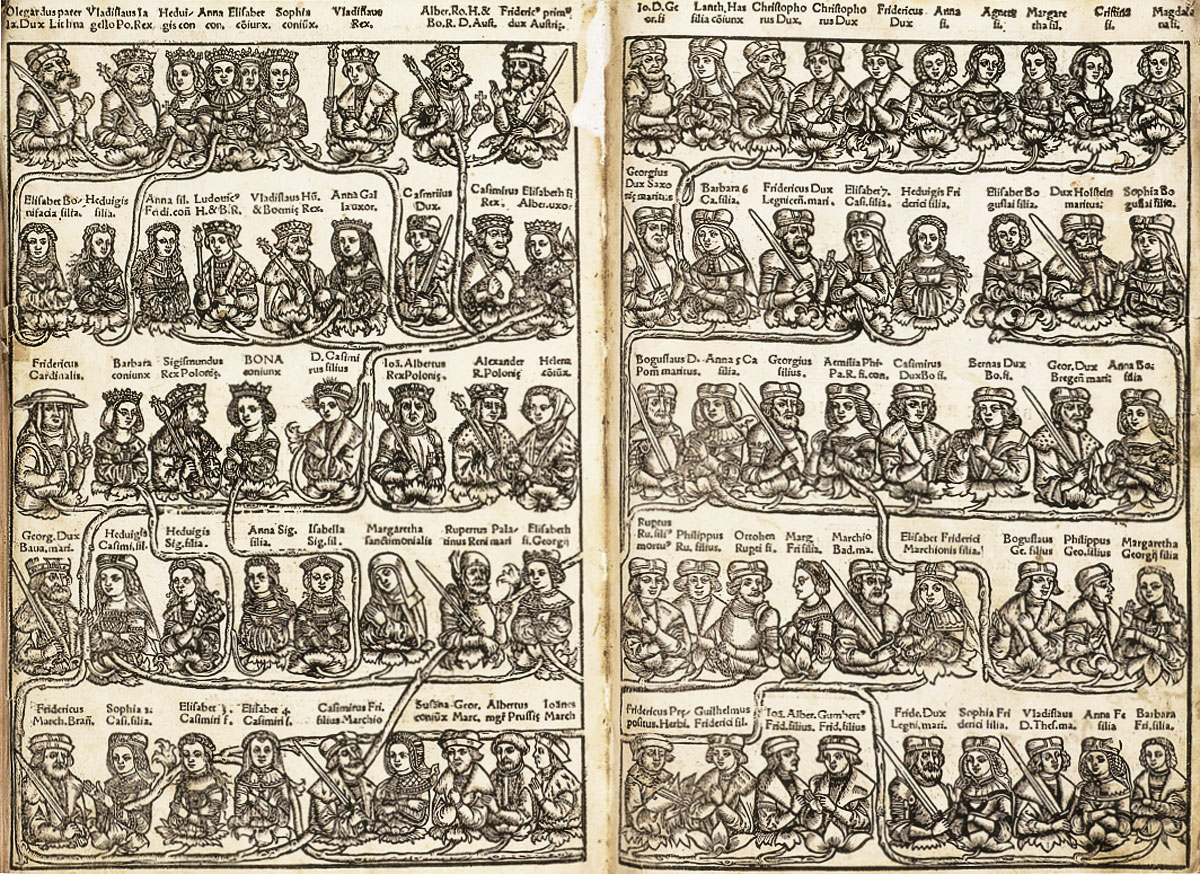
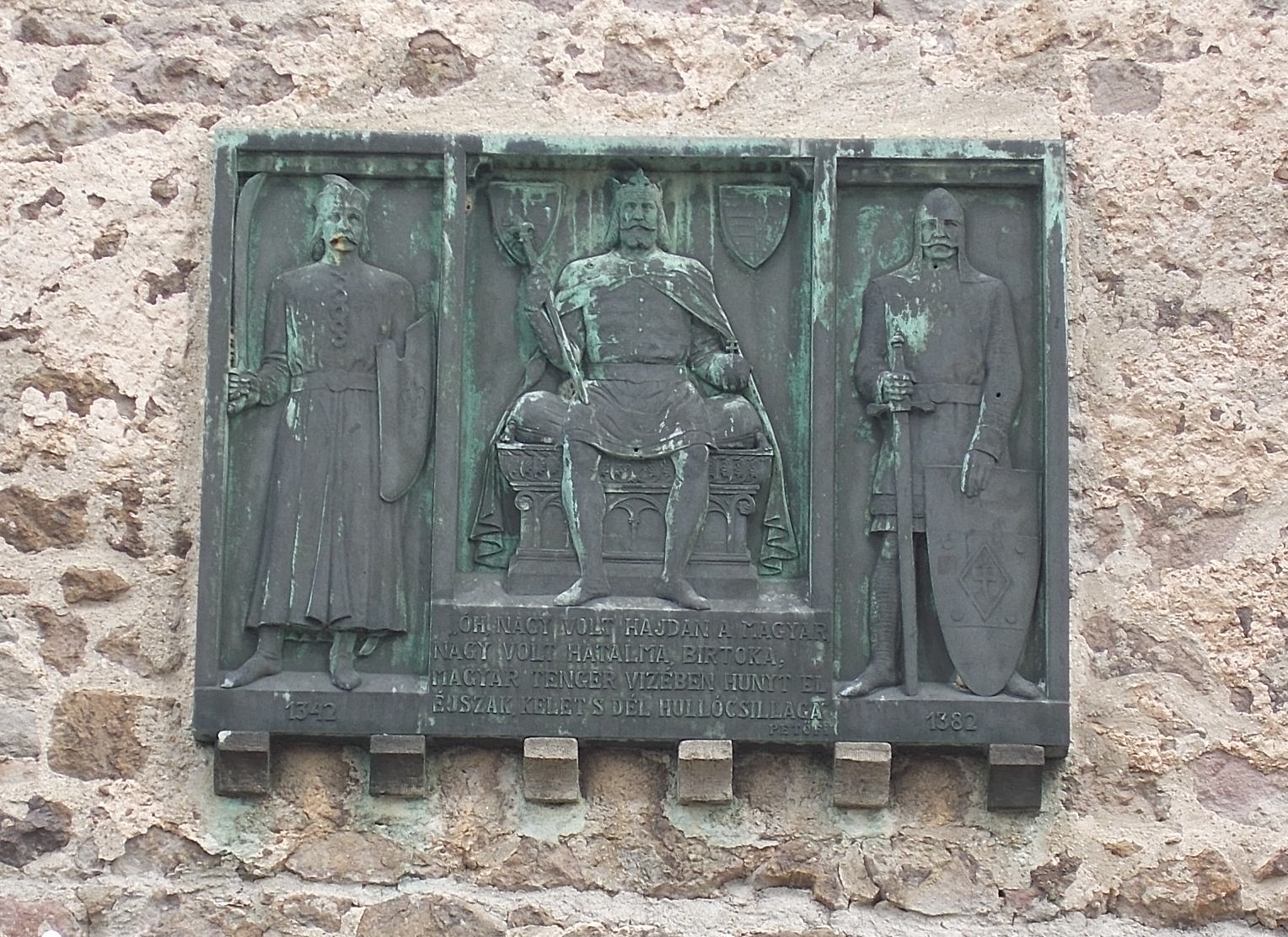
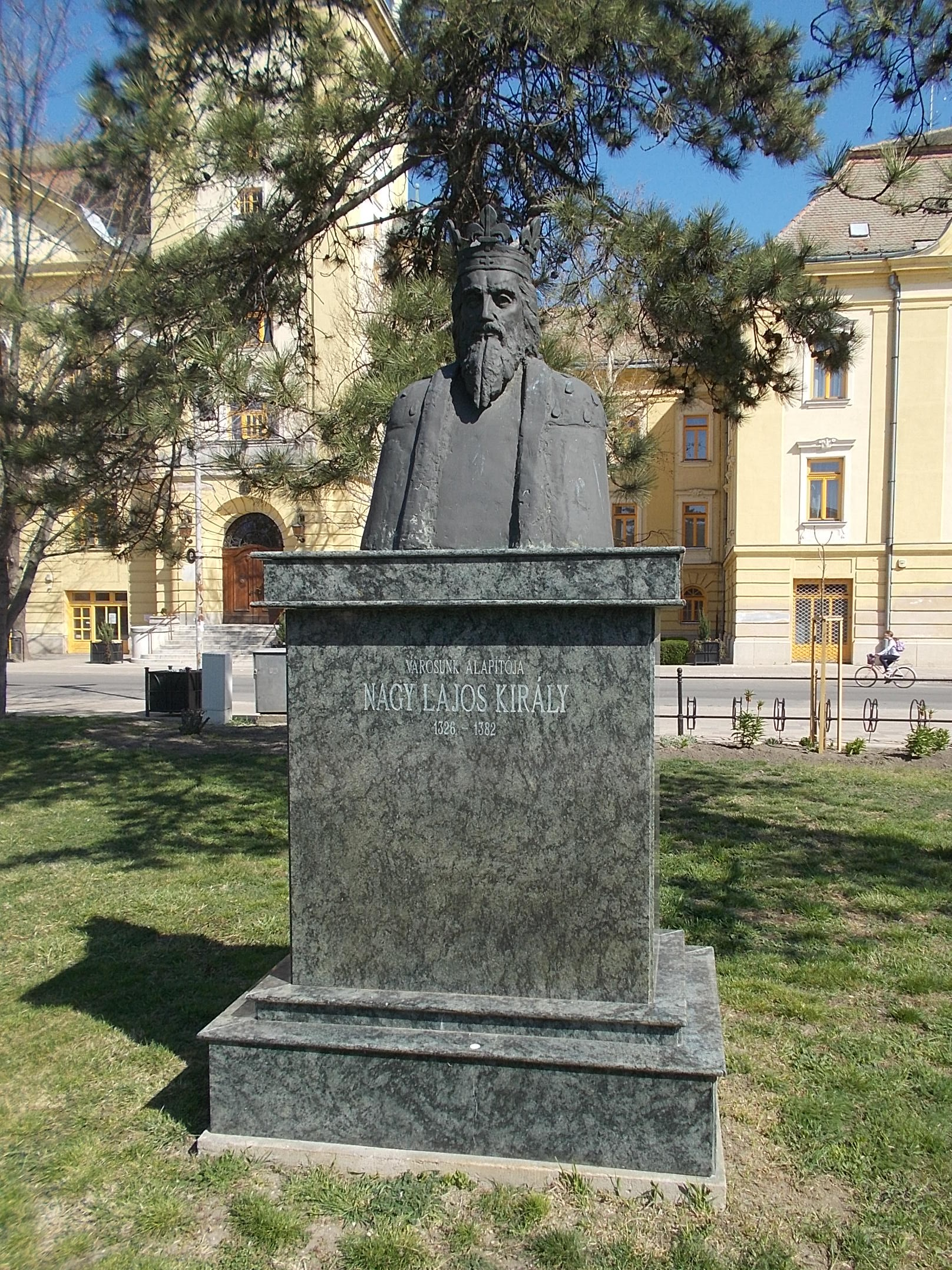
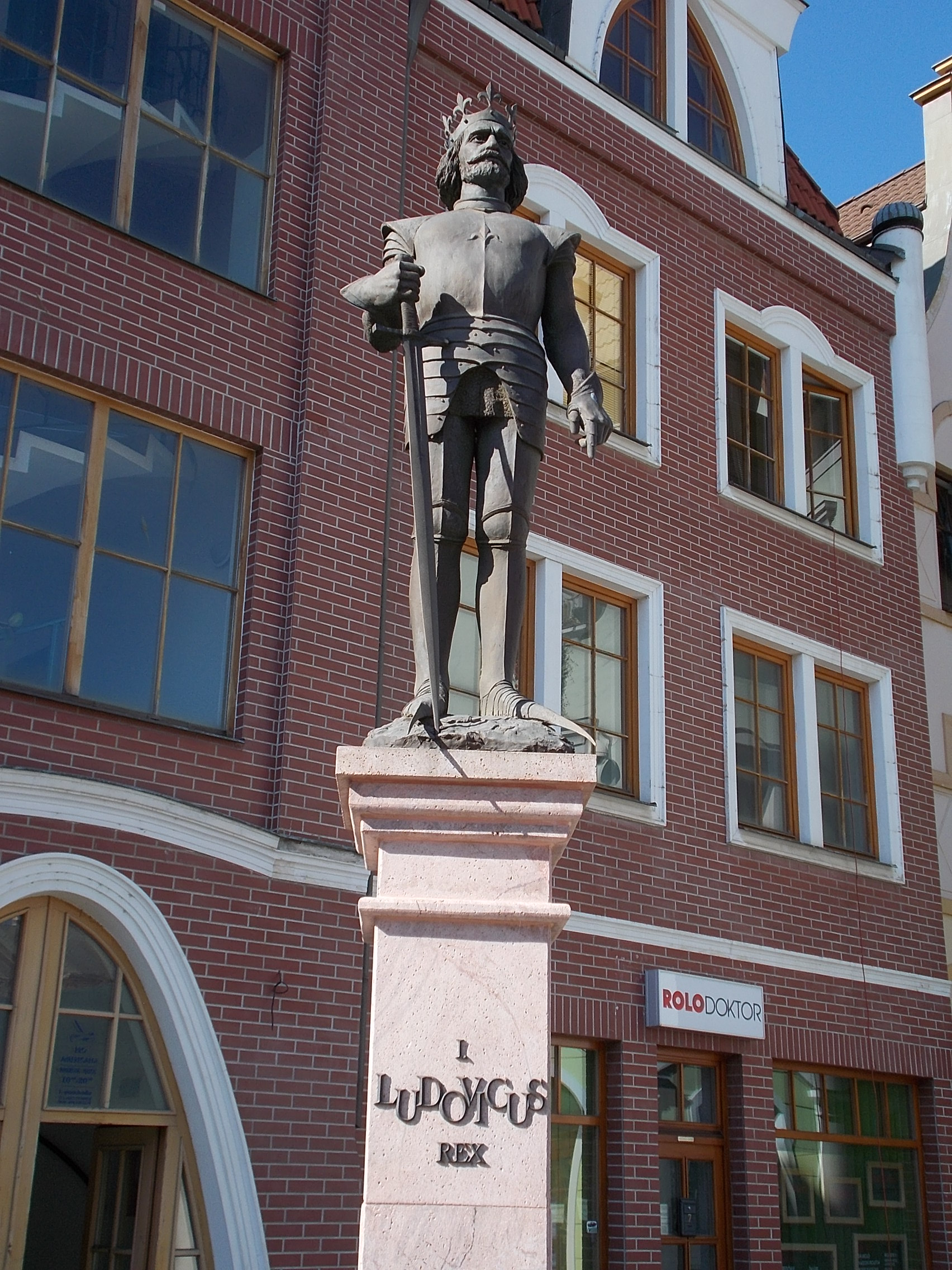
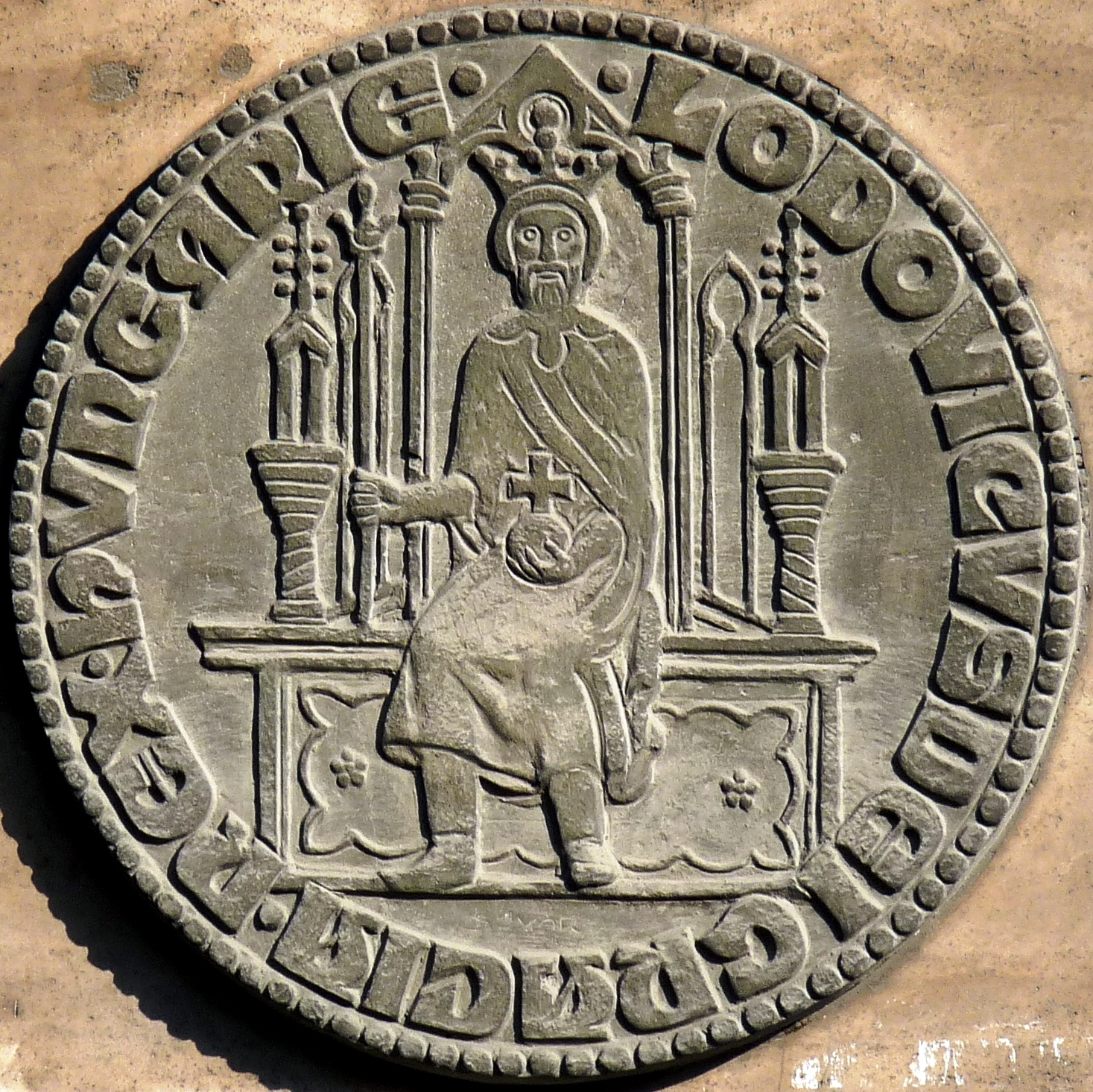
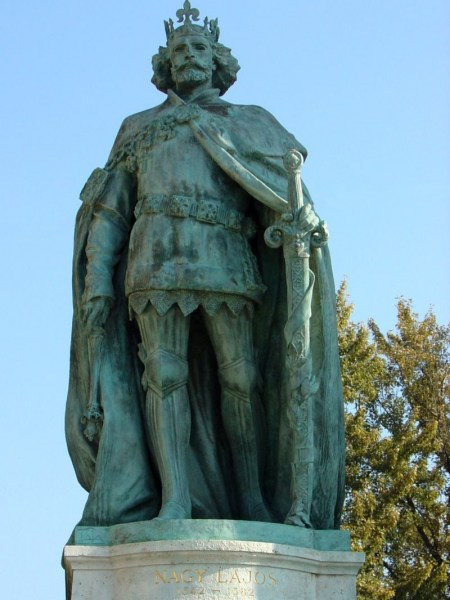
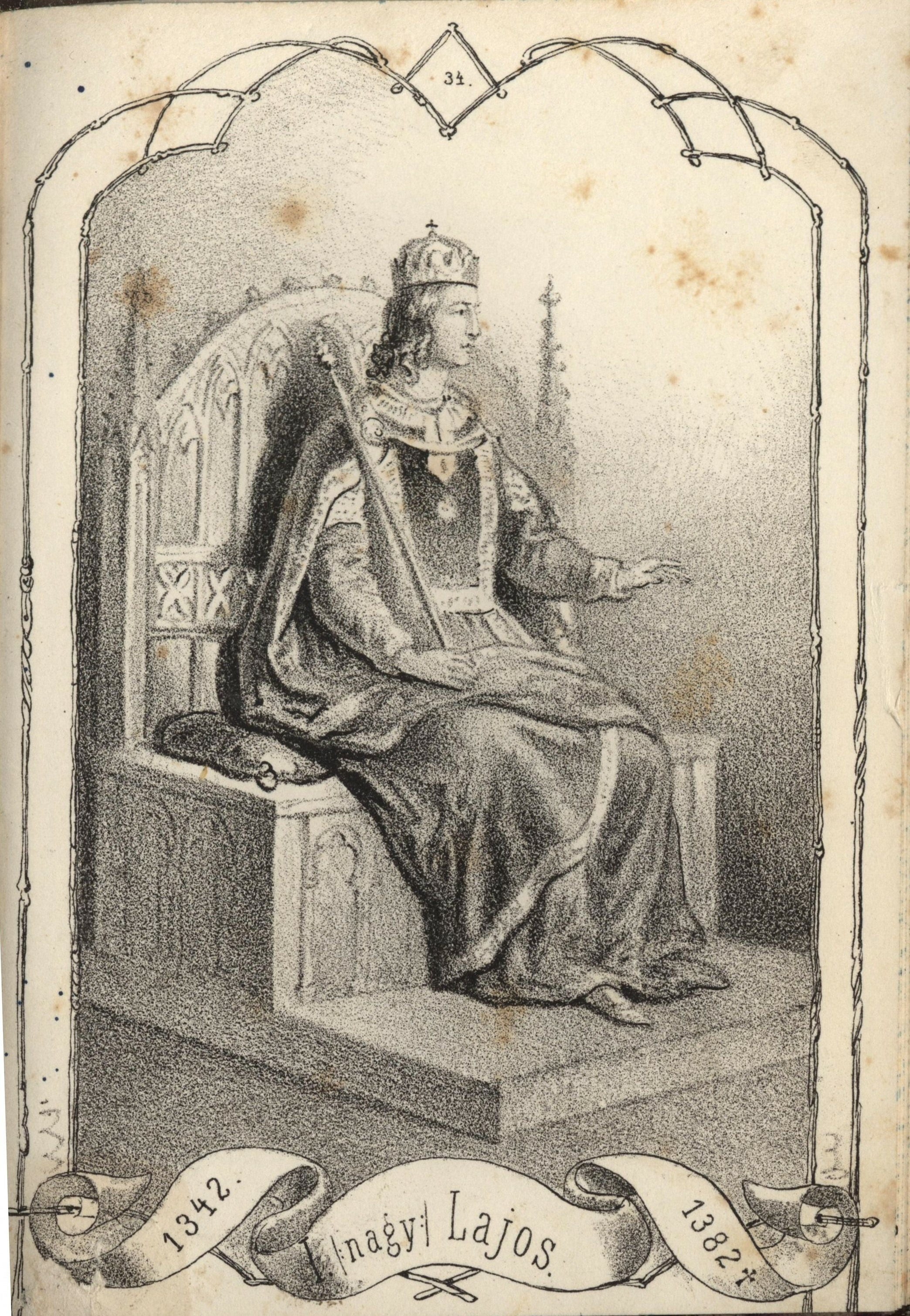